# Fra Giovanni da Verona

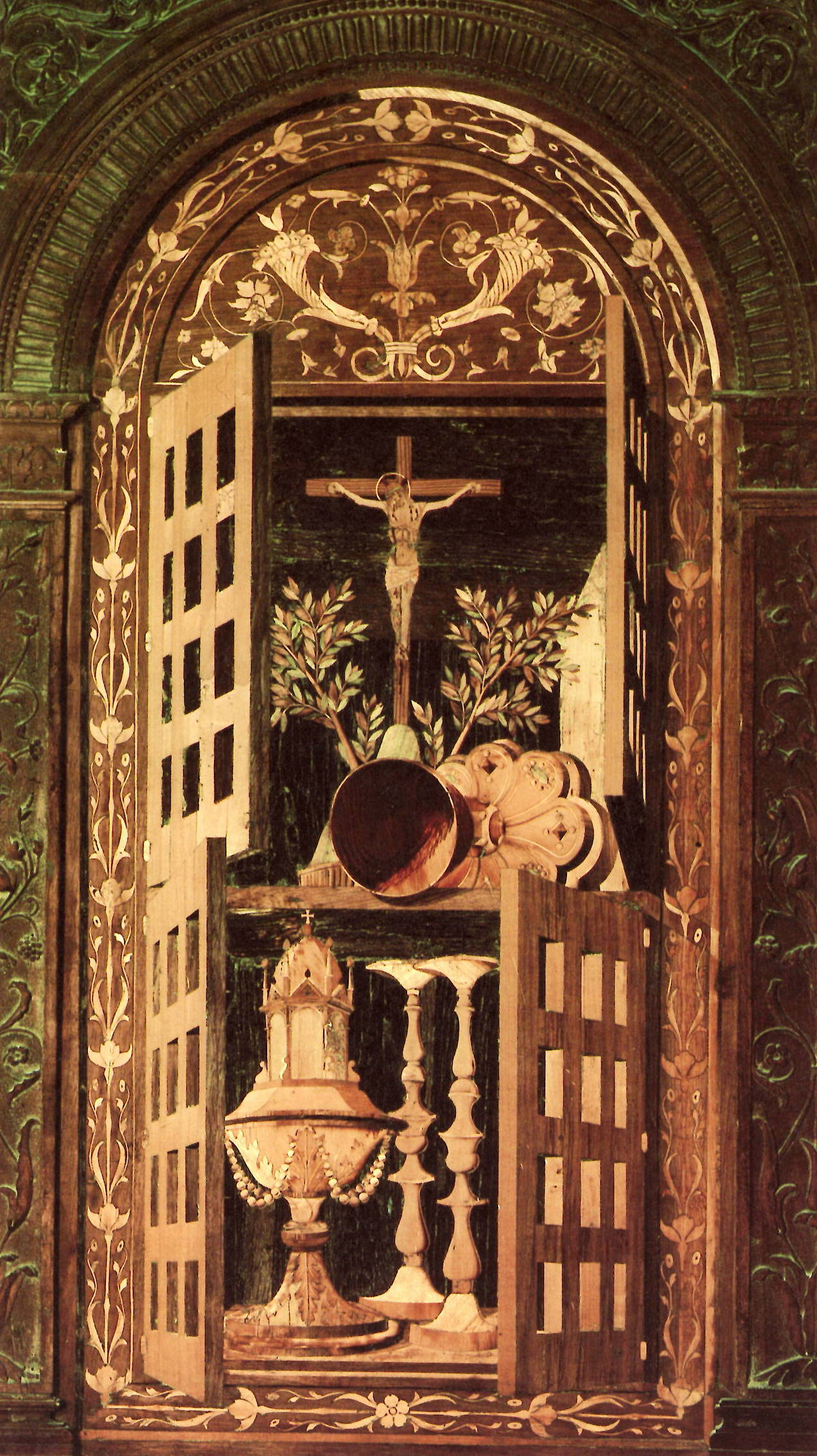
Fra Giovanni da Verona, Crocefisso e stemma degli olivetani, tarsia lignea, coro, 1497 - 1499, Chiesa di Santa Maria in Organo, Verona

Fra Giovanni da Verona (1457 circa – 1525) è stato un intarsiatore, miniatore, scultore nonché architetto italiano, attivo tra la fine del XV secolo e l'inizio del XVI secolo. Artista poliedrico, è ricordato in particolare per la maestria nell'intarsio e nella prospettiva.

## Biografia
Le notizie sulla vita di Fra Giovanni da Verona, prima che egli componesse le celebri tarsie del coro e della sacrestia della chiesa di Santa Maria in Organo a Verona, sono piuttosto scarne, ma da documenti perugini pubblicati da Stefano Felicetti nel 2005 emerge che era figlio di un certo Marco de Tachis di Verona (famiglia nota anche come Tacca o Tacco).

Nacque nella città veneta intorno al 1457 e venne presto avviato alla vita monastica nell'ordine dei Benedettini e più esattamente nella congregazione degli olivetani. Nel 1476 era presente nell'abbazia di Monte Oliveto Maggiore, nelle vicinanze di Siena, ove già operava come qualificato scultore. Negli anni 1481-1487 lavorò con una certa intensità in Umbria, dividendosi tra Perugia e Spoleto: rimangono dettagliate notizie di varie committenze, di almeno due viaggi da queste località verso Roma (1483 e 1487), della collaborazione locale con Melchiorre di Antonio da Reggio Emilia, oltre che della presenza di garzoni e fornitori di materiale di lavoro.

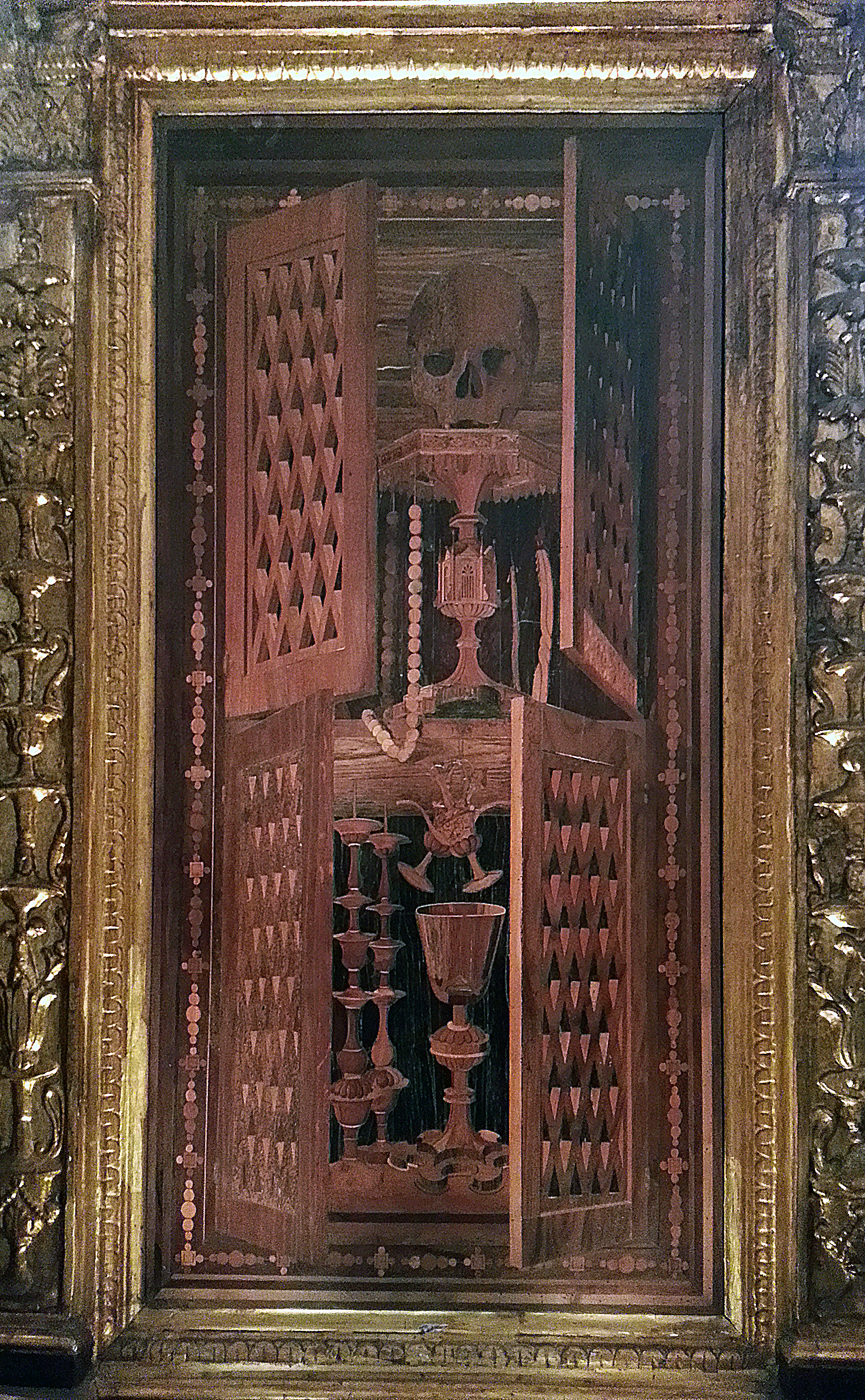
Tarsia lignea nella Sagrestia del Vasari a Sant'Anna dei Lombardi, Napoli.

La vita tra i monaci olivetani, cui rimase sempre legato, costituì anche per fra Giovanni - stante il motto benedettino "ora et labora" - occasione di apprendistato nell'arte dell'intarsio e della lavorazione del legno: egli apprese i fondamenti di tale arte (la scelta dei legni, la loro trattazione con sostanze impregnanti, il taglio e l'incastro dei listelli, l'uso dei mastici e di colle speciali ecc.) da un converso noto come Fra Sebastiano da Rovigno.
Dopo la non breve permanenza in Umbria, si sa che nel 1493 egli era attivo come architetto presso il monastero di Santa Maria in Organo di Verona. I lavori per gli stalli del coro, con le magnifiche spalliere intarsiate - raffiguranti vedute di città ideali e di chiese rinascimentali, immagini di santi, armadi con oggetti di varia natura, ecc. - vennero eseguiti tra il 1494 e il 1499. Nel 1500, prima di recarsi a Roma per le celebrazioni del Giubileo, fece in tempo a realizzare l'elegante leggio posto al centro del coro.
A Verona, presso il monastero, fu a sua volta a capo di una bottega, maestro di una schiera di aiuti tra i quali il nipote Gregorio, Francesco Begano, e altri valenti monaci olivetani (Fra Raffaele Maroni da Brescia, Fra Matteo di Trento, Fra Vincenzo dalle Vacche da Verona).
La fama della sua opera, come attesta anche il Vasari, fu tale che la sua arte veniva richiesta in molte parti d'Italia e finanche da papa Giulio II.
Realizzò tra il 1503 e il 1506 gli stalli dell'abbazia di Monteoliveto Maggiore, una parte dei quali venne poi collocata nel duomo di Siena. Tra il 1511 e il 1512 tornò a Roma, in Vaticano, ove eseguì gli scranni e le tarsie per la Stanza della Segnatura. Poi fu a Lodi, impegnato nei lavori del coro ligneo per l'abbazia olivetana di Villanova, dopo un rovinoso incendio gli undici stalli superstiti (dei 35 previsti) furono poi portati nella chiesa di San Cristoforo quindi nella chiesa di Santa Maria della Clemenza e San Bernardo (già dipendenti entrambe dall'abbazia di Villanova), dal 1963 le tarsie sono inserite nel nuovo coro della Cattedrale lodigiana.
Nel 1519 l'infaticabile Fra Giovanni è di nuovo documentato a Verona, ove fu impegnato sino al 1523 nell'esecuzione della sua opera capolavoro: la spalliera degli armadi posti sulla parete di destra nella sacrestia. Nell'ampia aula rettangolare - affrescata da Francesco Morone con i ritratti di personaggi illustri che furono accolti nell'ordine benedettino - fra Giovanni realizzò la superba spalliera divisa in dieci scomparti, formati da coppie di colonnine finemente scolpite che sostengono altrettanti archi nei quali fanno mostra di sé tarsie che, al solito, costituiscono uno straordinario campionario di soggetti di natura diversa (paesaggi, oggetti simbolo della Passione, armadi con libri e poliedri, animali da cortile, ecc.).
A febbraio 2025, in occasione dei 500 anni dalla scomparsa del monaco - artista l'Associazione Culturale Quinta Parete di Verona gli dedica Fra Giovanni da Verona... A 500 anni da Te, progetto espositivo che, a partire da marzo 2025 presenterà opere a tarsia lignea contemporanea, ispirate ai contenuti spirituali dell'artista rinascimentale, nei luoghi in cui egli ha operato: chiesa di Santa Maria in Organo, Verona; abbazia di Monte Oliveto Maggiore, Asciano (SI) e chiesa di Sant'Anna dei Lombardi di Napoli.

## La sacrestia di Santa Maria in Organo
Il Vasari nelle sue Vite espresse sulla sacrestia di Santa Maria in Organo e sull'opera di fra Giovanni il seguente lusinghiero giudizio:
la più bella sagrestia che fusse in tutta Italia, perché oltre alla bellezza del vaso ben proporzionato e di ragionevole grandezza, e le pitture dette che sono bellissime, vi è anco da basso una spalliera di banchi lavorati di tarsie e d'intaglio con belle prospettive così bene che in que' tempi, e forse anche in questi nostri, non si vide gran fatto meglio, perciò che fra' Giovanni da Verona, che fece quell'opera, fu eccellentissimo in quell'arte, [ … ]
Fra Giovanni non fu certo solo un valente artigiano; al contrario la frequentazione che egli ebbe, nel suo peregrinare per l'Italia, con molti importanti artisti dell'epoca (Andrea Mantegna, il Pinturicchio, il Sodoma, ecc) fanno di lui un rappresentante tipico dell'arte rinascimentale.
Le tarsie lignee diventano infatti tra il XV e il XVI secolo espressione di quella passione per la prospettiva che entra prepotentemente nel gusto dei fruitori delle opere d'arte.

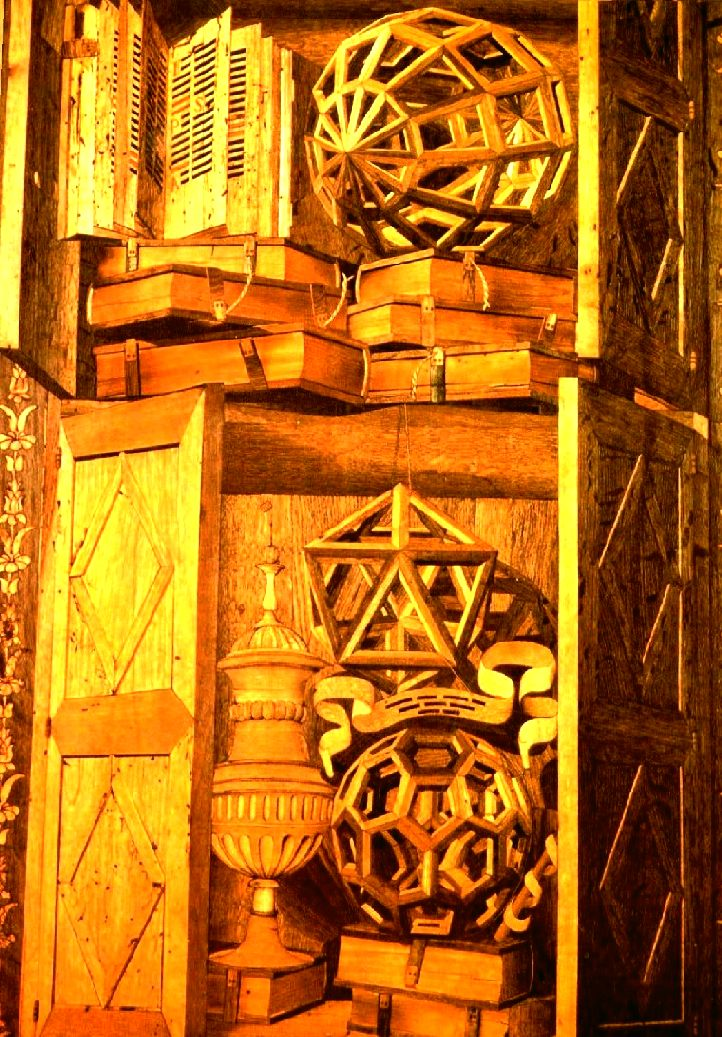
Tarsia raffigurante un armadio con poliedri, coro di Santa Maria in Organo, Verona

La rappresentazione di scorci di città - come avviene anche per alcune tarsie del coro - ha evidenti affinità con le città ideali dipinte nei quadri di Piero della Francesca, di Luciano Laurana, di Fra Carnevale e altri.

Daniele Parasecolo, Fra Giovanni da Verona POP (omaggio a Caroto), tarsia lignea policroma, 89x60 cm., 2025

L'amore per la matematica che sta alla base della prospettiva (e che spiega come Piero della Francesca fosse anche autore di testi quali De Perspectiva Pingendi, De quinque corporibus regularibus e finanche il De Abaco) vale a chiarire quella che è forse la più suggestiva singolarità delle tarsie di fra Giovanni: le figure di poliedri che compaiono, frammisti a libri e ad altri oggetti incongrui, e che riempiono armadi che paiono aprirsi negli archi della spalliera, con l'effetto di trompe l'oeil.
Si tratta di poliedri di varie forme (riconosciamo poliedri platonici e archimedei, poliedri stellati e altri curiosi solidi), eseguiti con grande sapienza prospettica, che paiono suggeriti dalle celebri illustrazioni eseguite da Leonardo per il De Divina Proportione di Luca Pacioli; troppo simili per non supporre che fra Giovanni - nella probabile ipotesi che sia stato lui l'autore anche dei cartoni preparatori - conoscesse direttamente tale opera.